# الن جونز
الن جونز (انگلیسی: Ellen Jones؛ زادهٔ ۱۰ نوامبر ۲۰۰۲) بازیکن فوتبال اهل انگلستان است که در پست هافبک برای ساندرلند در مسابقات فوتبال قهرمانی زنان انگلستان بازی می‌کند.
وی همچنین در تیم‌های ملی فوتبال زیر ۱۷ سال زنان انگلستان بازی کرده است.